# رهبران نیروهای محور در جنگ جهانی دوم

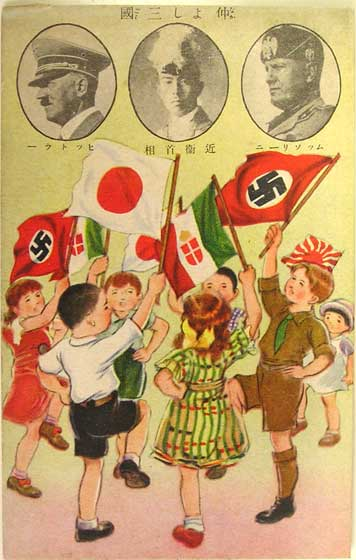
پوستر تبلیغاتی ژاپنی دوره شووا که آدولف هیتلر، کونوئه فومیمارو (نخست‌وزیر ژاپن) و بنیتو موسولینی را نشان می‌دهد، رهبران سیاسی سه قدرت اصلی محور در سال ۱۹۳۸

رهبران محور جنگ جهانی دوم (انگلیسی: Axis leaders of World War II) نیروهای محور با امضای پیمان سه جانبه در سال ۱۹۴۰ تأسیس شد و یک ایدئولوژی کاملاً میلیتاریستی و ملی‌گرایانه همراه با سیاست ضد کمونیسم را دنبال می‌کرد. در مرحله اولیه جنگ، دولت‌های دست‌نشانده در کشورهای تحت اشغال خود تأسیس شدند. وقتی جنگ پایان یافت، بسیاری از آنها با محاکمه در دادگاه نورنبرگ روبرو شدند. رهبران اصلی عبارت بودند از: آدولف هیتلر از آلمان، بنیتو موسولینی از ایتالیا و هیروهیتو از ژاپن.

## دولت‌های دست نشانده امپراتوری ژاپن

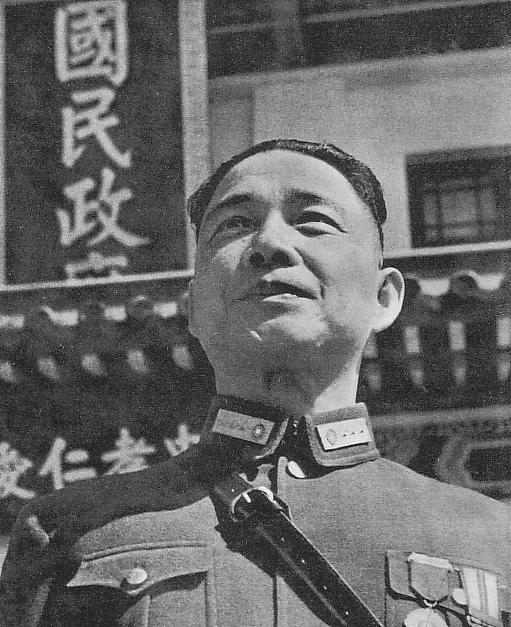
رئیس هیئت مدیره وانگ جینگ وی

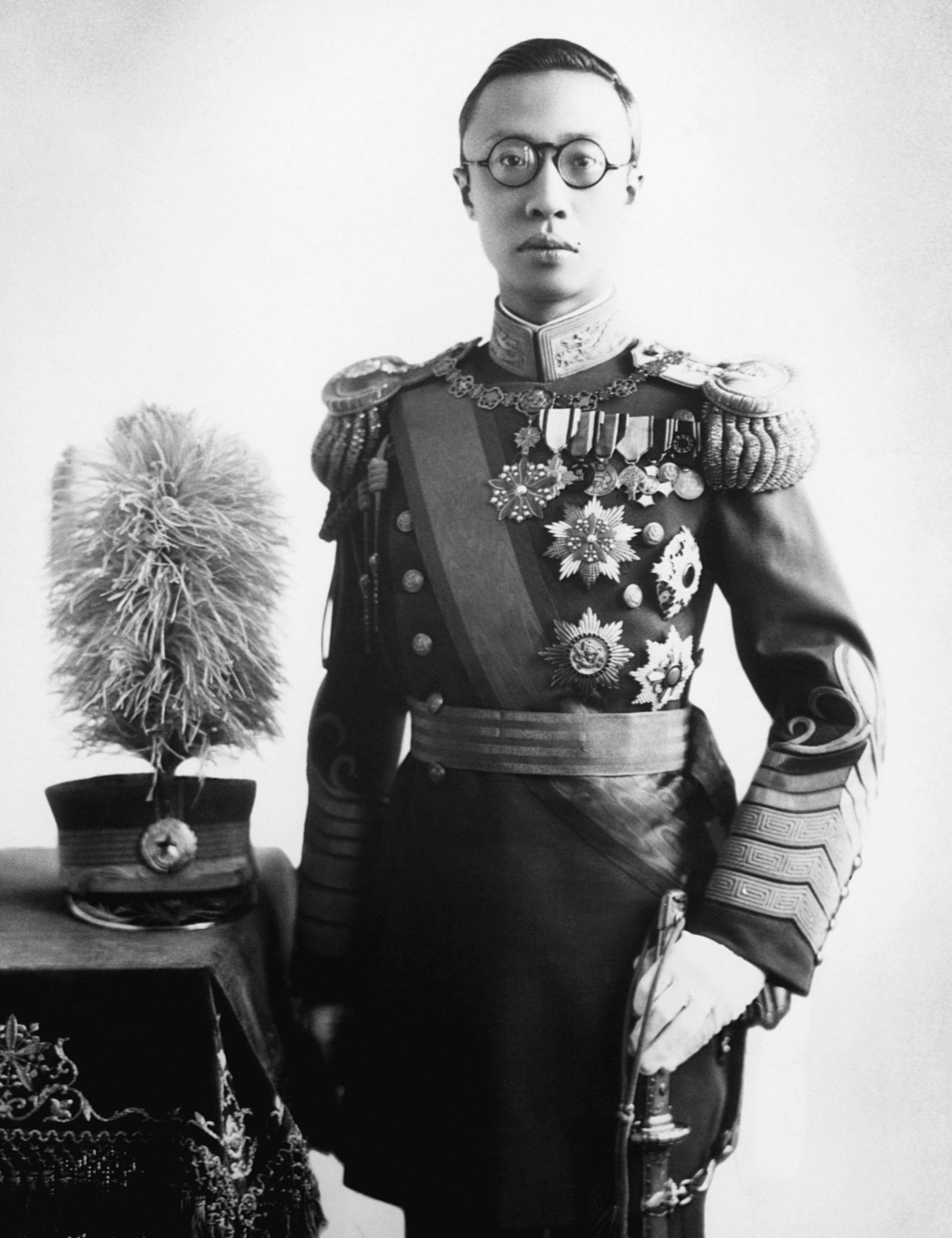
امپراتور پویی

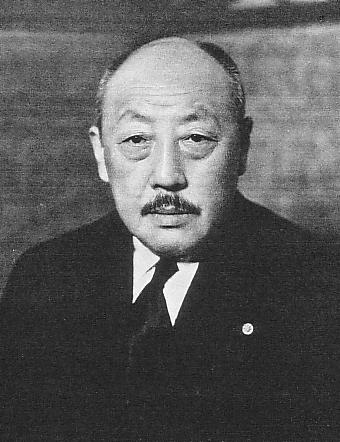
ژانگ جینگ هویی

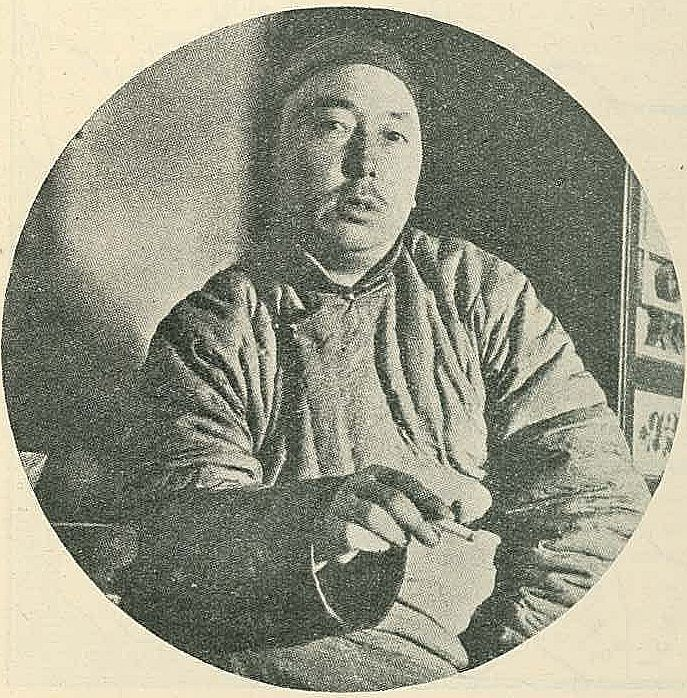
رئیس هیئت مدیره دمچوکدون روب

### دولت برمه (۱۹۴۳–۱۹۴۵)
- با ماو، رهبر سیاسی.

### پادشاهی کامبوج (۱۹۴۵)
- سیسووات مونیونگ از سال ۱۹۲۷ تا زمان مرگش در سال ۱۹۴۱  پادشاه بود.
- نوردوم سیهانوک پس از مرگ مونیونگ پادشاه بود.
- سان نگوک تان،  نخست‌وزیر.

### جمهوری چین-نانجینگ (۱۹۴۵–۱۹۴۰)
- وانگ جینگ وی
- چن گونگبو، رئیس یوان قانونگذار.
- ژو فوهی، رئیس یوان اجرایی.

### دولت موقت هند آزاد (۱۹۴۳–۱۹۴۵)
- سبهاش چندر بوس، رئیس دولت، نخست‌وزیر و وزیر جنگ و امور خارجه دولت هند آزاد.

### پادشاهی لائوس (۱۹۴۵)
- فتسارت راتاناونگسا،  نخست‌وزیر از ۱۹۴۲ تا ۱۹۴۵ و  معاون پادشاه.

### امپراتوری بزرگ مانچو
- 'پویی'  'امپراتور مانچوکوئو از سال ۱۹۳۴ تا تهاجم نظامی شوروی به منچوری در سال ۱۹۴۵ بود. بعداً به چین تحویل داده شد.
- 'ژانگ جینگ هویی'  'نخست‌وزیر مانچوکوئو بود. ژانگ ژنرال و سیاستمدار چینی در دوران دوره جنگسالاران بود که برای ایجاد جنگ با ژاپنی‌ها همکاری می‌کرد، اسیر شد و توسط ارتش سرخ زندانی شد.
- شی قیا ناظر مالی مانچوکوئو در سال ۱۹۳۲، وزیر مانچوکو در ۱۹۳۴ و کاخ و وزیر کشور در ۱۹۳۶ بود. تا اینکه در سال ۱۹۵۰ به چین بازگشت، و در زندان درگذشت.
- ژانگ هایپنگ، ژنرال ارتش امپراتوری مانچوکوئو.

### دولت خودمختار منجیانگ
- دمچوکدون روب نایب رئیس و سپس رئیس بود. در سال ۱۹۴۱ وی رئیس فدراسیون خودمختار مغولستان شد.
- لی شوزین

### جمهوری دوم فیلیپین (۱۹۴۳–۱۹۴۵)
- خوزه لورل،  رئیس‌جمهور.

### امپراتوری ویتنام (۱۹۴۵)
- بائو دای از سال ۱۹۲۶ تا ۱۹۴۵ پادشاه آنام و از [۱۹۴۵ تا ۱۹۴۹]  امپراتور ویتنام بود.
- تران تونگ کیم، نخست‌وزیر ویتنام.